# Zohran Mamdani

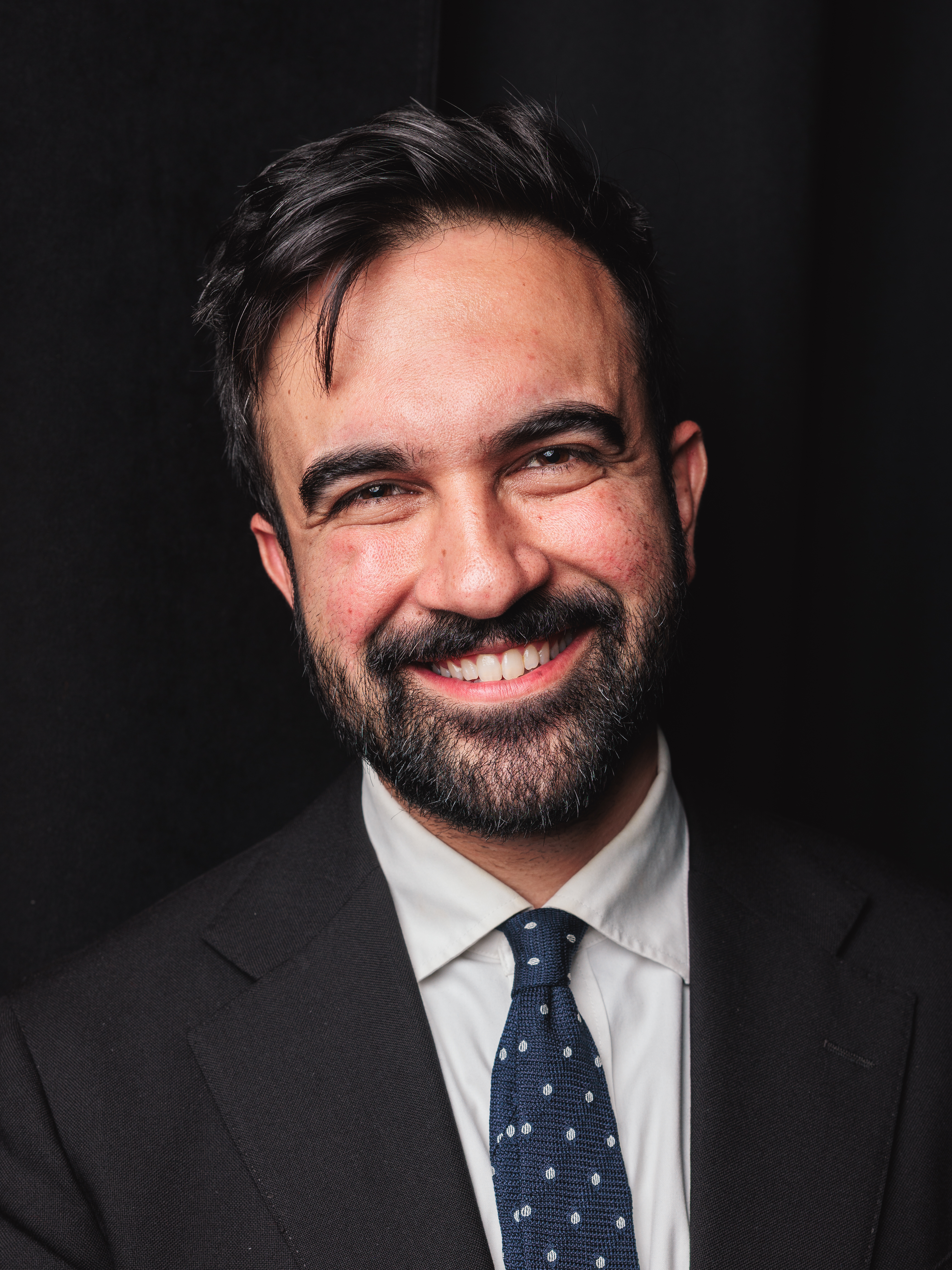
Zohran Mamdani, 2025

Zohran Kwame Mamdani (* 18. Oktober 1991 in Kampala, Uganda) ist ein US-amerikanischer Politiker (Demokraten/Demokratische Sozialisten) in New York. Seit Anfang 2021 gehört er der New York State Assembly an, wo er den 36. Wahlbezirk im Stadtteil Queens vertritt. Im Juni 2025 wurde er zum Kandidaten der Demokratischen Partei für das Bürgermeisteramt in New York bestimmt.

## Leben
Mamdani wurde in der ugandischen Hauptstadt Kampala geboren. Sein Vater, Mahmood Mamdani, ist Politikwissenschaftler mit Schwerpunkt auf postkolonialen Studien; seine Mutter, Mira Nair, ist Filmregisseurin. Seinen zweiten Vorname „Kwame“ wählte sein Vater in Erinnerung an Kwame Nkrumah, einen führenden panafrikanischen Politiker und dem ersten Premierminister Ghanas.
In seiner frühen Kindheit lebte Mamdani in Südafrika, bevor die Familie nach New York zog. Er besuchte dort unter anderem die Bronx High School of Science. Anschließend studierte er Afrikastudien am Bowdoin College im US-Bundesstaat Maine. Während seiner Studienzeit engagierte er sich politisch und beteiligte sich an der Gründung einer Studierendeninitiative für palästinensische Rechte.
Als Rap-Enthusiast veröffentlichte er unter dem Künstlernamen Young Cardamom gemeinsam mit dem ugandischen Rapper HAB die EP Sidda Mukyaalo. 2019 folgte die Single Nani, die er unter dem Namen Mr. Cardamom herausbrachte.

## Politische Karriere
Bevor Mamdani ins Parlament einzog, arbeitete er als Berater im Bereich der Zwangsvollstreckungsprävention. Seit 2017 ist er Mitglied der Demokratischen Sozialisten Amerikas. 2020 gewann er überraschend die demokratische Vorwahl gegen die langjährige Amtsinhaberin Aravella Simotas und wurde daraufhin ohne Gegenkandidatur in die State Assembly gewählt.

### Bürgermeisterkandidatur 2025

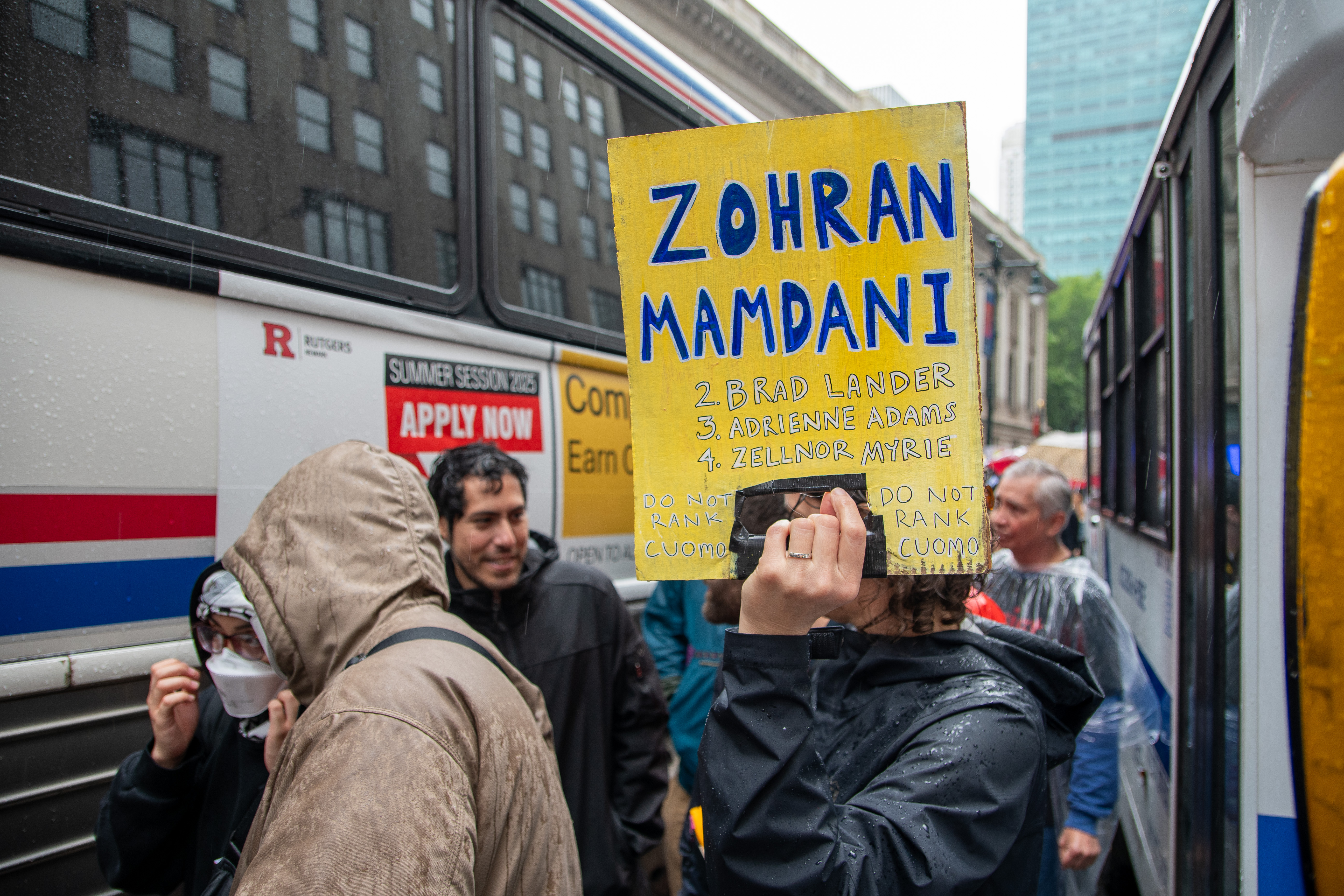
Befürworter und Gruppierungen riefen dazu auf, keine Stimmen für Mamdanis Mitbewerber Andrew Cuomo abzugeben.

Im Oktober 2024 kündigte Mamdani seine Bewerbung für das Amt des Bürgermeisters von New York City an. Er positionierte sich mit einer linken Agenda: Er wolle unter anderem den städtischen Busverkehr kostenlos machen und die Mieten in preisgebundenem Wohnraum einfrieren. Mehrere Mitbewerber und linke Gruppen hatten dazu aufgerufen, Mamdani als Zweitwahl zu unterstützen und den Favoriten Andrew Cuomo zu meiden. Senator Bernie Sanders und die Abgeordnete Alexandria Ocasio-Cortez sprachen sich öffentlich für Mamdani aus.
Bei der demokratischen Vorwahl am 24. Juni 2025 gewann Mamdani mit 43,8 % der Erststimmen (New York City verwendet ein Präferenzwahlsystem) vor dem früheren Gouverneur Andrew Cuomo. Strategen sprachen von einer der größten Überraschungen der jüngeren Stadtpolitik. Im Fall eines Wahlsiegs im November 2025 wäre Mamdani der erste Muslim im Bürgermeisteramt von New York City.

## Programmatik
Mamdanis wirtschaftspolitisches Gesamtprogramm wurde in der Öffentlichkeit unter dem Begriff „Zohranomics“ bekannt. Es sieht unter anderem einen Mietenstopp für etwa eine Million mietpreisgebundene Wohnungen sowie den Neubau von 200.000 weiteren preisgebundenen Wohnungen innerhalb der nächsten zehn Jahre vor. Darüber hinaus will Mamdani den öffentlichen Busverkehr kostenlos anbieten, städtische Lebensmittelmärkte in sogenannten „food deserts“ eröffnen, um gesunde Lebensmittel günstiger zugänglich zu machen, sowie eine universelle Kinderbetreuung für alle Kinder im Alter zwischen sechs Wochen und fünf Jahren einführen.
Zur Finanzierung seiner Pläne kündigte er eine Erhöhung des kommunalen Spitzen- und des Unternehmenssteuersatzes an und plant die Aufnahme kommunaler Anleihen. Einige Wall-Street-Investoren wie Dan Loeb und Finanzpolitiker wie Larry Summers reagierten ablehnend auf Mamdanis Vorschläge. Unterstützung erhielt Mamdani dagegen von einer Gruppe von Ökonomen wie Isabella M. Weber, die seine Agenda in einem offenen Brief als mutiges und realistisches Konzept zur Bekämpfung der Lebenshaltungskostenkrise begrüßten.